# Золотий закон (Бразилія)

Оригінал Золотого закону, підписаний принцесою Ізабелою (1888)

Золотий закон (порт. Lei Áurea), прийнятий 13 травня 1888 року — закон, який остаточно скасував рабство в Бразилії. Йому передував «закон Ріу-Бранку», прийнятий 28 вересня 1871, який звільняв усіх дітей рабів, та «закон Сарайва-Котежіпі» 28 вересня 1885 року. Золотий закон складається лише з двох статей:
Стаття 1: З цієї дати рабство в Бразилії скасовується.
Стаття 2: Всі інші диспозиції та закони щодо рабства скасовуються.
Стислий текст закона був призначений показати, що немає жодних додаткових умов для звільнення всіх рабів. Проте це мало побічний ефект щодо забезпечення будь-якої підтримки як рабів, так і їх власників для пристосування до нового статусу та нового стилю життя. Наприклад, рабовласники не отримували ніякої компенсації, як вони того вимагали, а раби не отримували ніякої компенсації чи допомоги ні від власників, ні від держави. Перед скасуванням рабства рабам заборонялося мати майно або здобувати освіту, коли ж вони були звільнені, вони залишилися без засобів існування; без освіти та політичного уявлення раби стикалися з багатьма труднощами при входженні до бразильського суспільства, це пояснює, чому гостра соціальна нерівність надовго залишилася в Бразилії.
Золотий закон було підписано бразильською принцесою Ізабелою (1846—1921), яка займала посаду регента в той час коли її батько, імператор Педру II, перебував у Європі. За прийняття закону вона отримала медаль Золотої Троянди від папи римського Лева XIII.
Для підписання закону існував цілий ряд інших причин, крім аболіціонізму. Рабство більше не було прибутковим, європейські іммігранти отримували таку низьку платню, що їх праця коштувала нижче за рабську, прибуття нових рабів припинилося через попередні закони, а міжнародний авторитет Бразилії погіршувався через те, що вона була останньою країною Західної півкулі, де все ще існувало рабство. Бразильський уряд знаходився під тиском Великої Британії, яка прагнула заборонити работоргівлю для підвищення конкурентоздатності власних колоній. Наприклад, цукор вироблявся як у Бразилії, так і в британських колоніях Вест-Індії, а британці намагалися відняти у Бразилії можливу перевагу на світових ринках, яку Бразилія отримувала за рахунок використання рабів.
Золотий закон мав ще й інший ефект крім звільнення всіх рабів. Позбавлені рабів власники плантацій (порт. fazendeiros) повинні були вербувати працівників в інших місцях, і тому в 1890-х роках організували «Товариство для просування імміграції» (порт. Sociedade Promotora de Imigração). Іншим ефектом було різке зростання невдоволення серед рабовласників, яке допомогло хуткому падінню монархії та встановленню першої бразильської республіки в 1889 році.